# Rafael Serrano
Pour les articles homonymes, voir Serrano.
Serrano  Fernández est un nom espagnol. Le premier nom de famille, en général paternel, est Serrano ; le second, en général maternel, souvent omis, est Fernández.
Rafael Serrano Fernández (né le 15 juillet 1987 à Tomelloso) est un coureur cycliste espagnol.

## Palmarès et classements mondiaux

### Palmarès
- 2005
  - 2e de la Gipuzkoa Klasika
  - 2e du championnat d'Espagne du contre-la-montre juniors
- 2007
  -  Champion d'Espagne du contre-la-montre espoirs
  - 2e du Gran Premio Primavera de Ontur
- 2010
  - 4e étape du Tour d'Azerbaïdjan
  - 1re étape du Tour de Beauce

### Classements mondiaux
| Année            | 2008  | 2009 | 2010 |
| ---------------- | ----- | ---- | ---- |
| UCI Europe Tour  | 1198e |      |      |
| UCI America Tour |       |      | 165e |
| UCI Asia Tour    |       |      | 208e |